# Men in Black (franquia)
Men in Black é uma franquia de mídia que se originou com uma história em quadrinhos criada pelo americano Lowell Cunningham. A franquia se concentra na organização não-governamental fictícia de mesmo nome, que monitora e regula a atividade paranormal e alienígena na Terra, enquanto impede que os civis descubram sobre ela. Os agentes mais notáveis da organização são Zed, Jay e Kay. A franquia foi adaptada para outras mídias, incluindo uma série de quatro filmes, uma série de televisão animada e videogames.

## Publicação
A revista em quadrinhos original The Men in Black foi publicada em 1990 e 1991. Os homens de preto são uma organização secreta que monitora e suprime a atividade paranormal na Terra (incluindo alienígenas, demônios, monstros, zumbis e mutantes), mantendo os população ignorante de seus acontecimentos.

## Série de filmes
| Filme                  | Data de lançamento  | Diretor(es)      | Roteirista(s)                | História(s)                | Produtor(es)                     |
| ---------------------- | ------------------- | ---------------- | ---------------------------- | -------------------------- | -------------------------------- |
| MIB: Homens de Preto   | 02 de julho de 1997 | Barry Sonnenfeld | Ed Solomon                   | Ed Solomon                 | Walter Parkes e Laurie MacDonald |
| MIB: Homens de Preto 2 | 03 de julho de 2002 | Barry Sonnenfeld | Barry Fanaro e Robert Gordon | Robert Gordon              | Walter Parkes e Laurie MacDonald |
| MIB: Homens de Preto 3 | 25 de maio de 2012  | Barry Sonnenfeld | Etan Cohen                   | Etan Cohen                 | Walter Parkes e Laurie MacDonald |
| MIB: Homens de Preto 4 | 14 de junho de 2019 | F. Gary Gray     | Art Marcum e Matt Holloway   | Art Marcum e Matt Holloway | Walter Parkes e Laurie MacDonald |

A série foi adaptada para um filme em 1997, intitulado Men in Black, estrelado por Tommy Lee Jones como Agente K e Will Smith como Agente J, com Barry Sonnenfeld como diretor. O filme se tornou um sucesso comercial, faturando US$ 587 milhões em todo o mundo com um orçamento de US$ 90 milhões e obtendo uma classificação de 91% no site agregador de críticas Rotten Tomatoes. Uma sequência, Men in Black II, foi lançada em 2002, na qual Jones e Smith reprisam seus papéis. O filme foi um sucesso de bilheteria, faturando US $ 441 milhões em todo o mundo. Apesar de seu sucesso, o filme foi menos aclamado pela crítica que seu antecessor e recebeu críticas médias dos críticos com uma pontuação de 39% no Rotten Tomatoes. Uma terceira parte, Men in Black 3, foi lançada dez anos após o segundo filme em 25 de maio de 2012. Foi também o primeiro filme da série a ser lançado em 3D. O filme trouxe Smith e Jones reprisando seus papéis, com Josh Brolin e Jemaine Clement se juntando ao elenco. Ele marcou 70% no Rotten Tomatoes. Embora Men in Black 3 tenha concluído a série, conversas foram feitas sobre o futuro da série. Sonnenfeld afirmou que Men in Black 3 é a conclusão da série MIB, embora a deixe aberta para a ideia de uma série de filmes reiniciada. Barry Sonnenfeld, Tommy Lee Jones e Will Smith manifestaram interesse em um possível Men in Black 4. Um crossover com a franquia Jump Street também foi discutido pela Sony, mas sem Jones e Smith; no entanto, apesar das conversas com James Bobin para dirigir, a ideia foi abandonada em maio de 2016.
Em 29 de Setembro de 2017, a Sony anunciou um spin-off do filme com um roteiro de Art Marcum e Matt Holloway para ser lançado em 2019. O filme apresenta Chris Hemsworth como Agente H, Tessa Thompson como Agente M, Liam Neeson como High T e Emma Thompson como Agente O. O filme foi escrito por Matt Holloway e Art Marcum, dirigido por F. Gary Gray, e conta Steven Spielberg e Barry Sonnenfeld como produtores executivos.

## Série de televisão
Uma série de animação, Men in Black: The Series, foi ao ar de 1997 a 2001. O programa foi baseado nos filmes, ocorrendo após os eventos do primeiro filme. Existem algumas mudanças, como o agente K aparentemente não tendo sua memória apagada.